# لتنیه
لتنیه (به مجاری:  Letenye) یک منطقهٔ مسکونی در مجارستان است که در زالا واقع شده‌است. لتنیه ۴۱٫۷۴ کیلومتر مربع مساحت و ۴٬۰۴۱ نفر جمعیت دارد.